# Rami Suliman
Rami Suliman (hebräisch רמי סולימאן; * 22. Oktober 1956 in Tel Aviv-Jaffa) ist ein israelisch-deutscher Unternehmer und Richter am Verfassungsgerichtshof für das Land Baden-Württemberg.

## Leben
Suliman besuchte von 1970 bis 1973 die Landwirtschaftsschule. Anschließend absolvierte er von 1973 bis 1979 eine Lehre als Diamantschleifer in Israel. Von 1974 bis 1977 leistete er Wehrdienst bei den Israelischen Verteidigungsstreitkräften. 1979 kam er nach Pforzheim. 1986 eröffnete er sein eigenes Schmuckhandel-Unternehmen. 1998 wurde er zum Delegierten im Oberrat der Israelitischen Religionsgemeinschaft Baden gewählt. Seit 2000 ist er Vorsitzender der Jüdischen Gemeinde Pforzheim. Seit 2007 ist er auch Mitglied des Direktoriums des Zentralrats der Juden in Deutschland. Seit 2013 ist Suliman, mit einer kurzen Unterbrechung, Vorsitzender der Israelitischen Religionsgemeinschaft Baden.
Am 15. Mai 2024 wurde Suliman auf gemeinsamen Vorschlag der Grünen, der CDU, der SPD und der FDP mit 122 von 124 Stimmen vom Landtag zum Richter in der Gruppe „ohne Befähigung zum Richteramt“ am Verfassungsgerichtshof für das Land Baden-Württemberg gewählt. Er folgte auf die im Januar 2024 verstorbene Sabine Reger, die 2018 von der AfD-Landtagsfraktion nominiert worden war.
Suliman ist verheiratet und hat drei Kinder.